# Rutshuru (Territorium)
Rutshuru (französisch Territoire de Rutshuru) ist ein Territorium in der Provinz Nord-Kivu im Osten der Demokratischen Republik Kongo.

## Geographie
Angrenzende Verwaltungseinheiten sind im Norden Lubero, im Süden Nyiragongo und im Südwesten Masisi. Im Nordosten und Osten grenzt Ritshuru an Uganda bzw. Ruanda. Im Norden liegt das Territorium am Eduardsee. Das dortige Gebiet und weitere Teile bis Richtung Kiwusee im Süden und den Virunga-Vulkanen im Südosten gehören zum Virunga-Nationalpark. Innerhalb von Rutshuru befindet sich der Virunga-Vulkan Mikeno (4437 m). In den Eduardsee im Norden münden die Flüsse Rutshuru und Rwindi. Ein aus dem Bwindi Impenetrable National Park im benachbarten Uganda kommender Zufluss des Rutshuru ist der Iwi. Südlich der Stadt Rutshuru befindet sich der Kirwasee.

## Geschichte
Rutshuru war immer wieder Entstehungsort von Rebellengruppierungen und Konflikten, insbesondere nach dem Völkermord an den Tutsi in Ruanda im Jahr 1994 und den folgenden Kongokriegen. Im Rahmen des Dritten Kongokriegs (2006–2008) kämpften in der Region Tutsi-Rebellen des Congrès national pour la défense du peuple (CNDP) gegen kongolesische Regierungsstreitkräfte der Forces Armées de la République Démocratique du Congo (FARDC), denen sie eine Kooperation mit Hutu-Milizen vorwarfen. Im November 2008 wurden bei einem Massaker in Kiwanja rund 150 Menschen größtenteils durch den CNDP getötet. Auch wurden Kämpfe mit den mit den Streitkräften der Demokratischen Republik Kongo alliierten Mai-Mai-Milizen ausgetragen. Im März 2012 gründete sich unter Führung von Bosco Ntaganda und Sultani Makenga die Bewegung 23. März (M23), die als Nachfolger der CNDP-Milizen angesehen wird. Stand Januar 2024 kontrolliert diese etwa 80 Prozent des Territoriums.

## Verkehr
Durch Rutshuru verläuft die Fernstraße N2, die jedoch Stand Januar 2024 von den kongolesischen Behörden gesperrt wurde.

## Wirtschaft
In der Landwirtschaft werden unter anderem Bananen, Bohnen, Kartoffeln, Maniok, Reis, Süßkartoffeln, Tomaten, Zwiebeln und weitere Gemüsesorten angebaut. Zudem werden Kühe und Ziegen gehalten und Kaffee hergestellt. 2015 wurde das am Fluss Rutshuru gelegene Wasserkraftwerk Matebe eingeweiht, das eine installierte Leistung von 13,8 Megawatt aufweist.